# ゲートウォーク

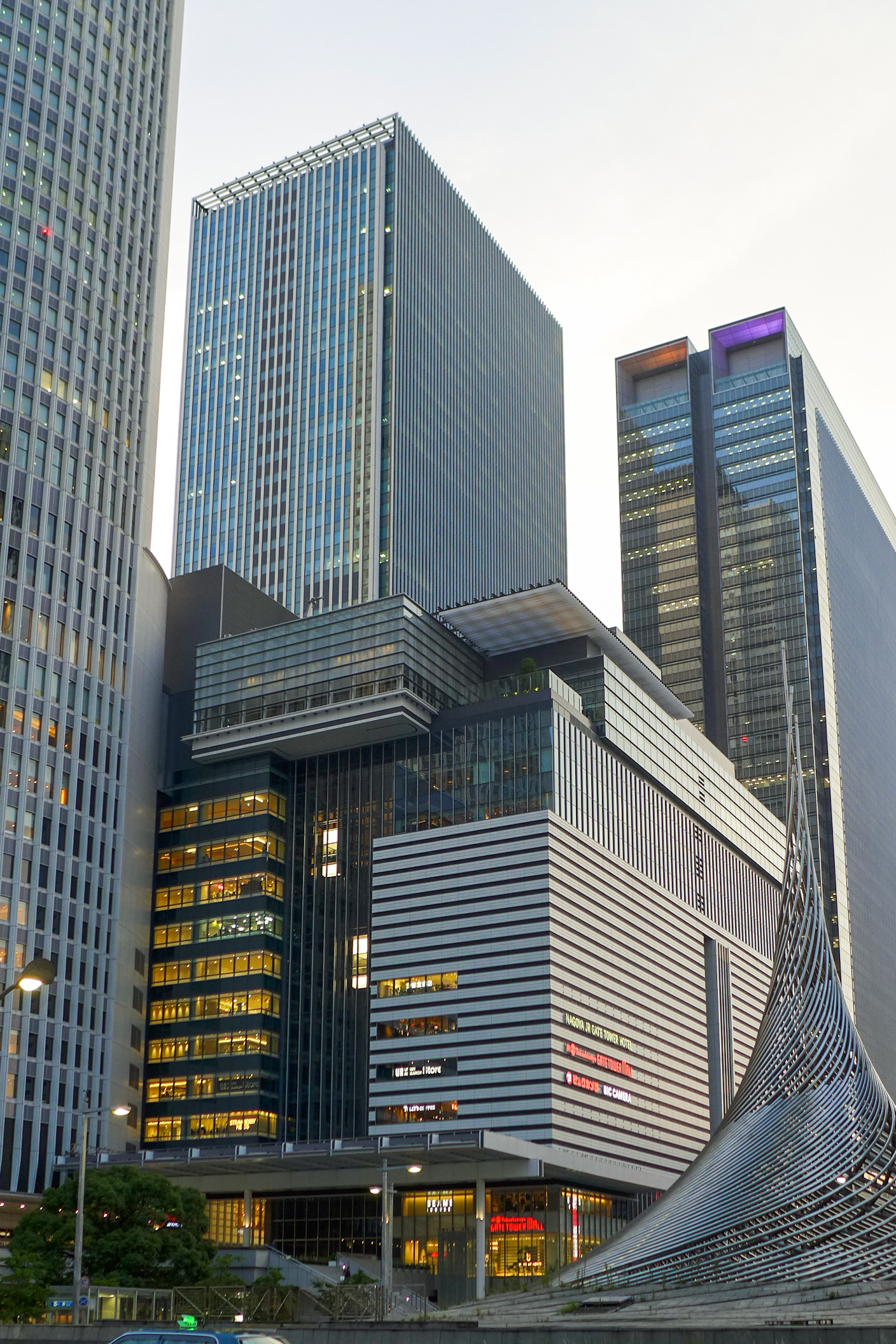
JRゲートタワー

ゲートウォーク（Gate Walk）は名古屋駅周辺の地下街の1つ。名古屋駅桜通口側、JRセントラルタワーズ及びJRゲートタワー前にある駅前広場地下に設けられている。旧称「テルミナ地下街」。

## 概要
名古屋ターミナルビルの建設に併せて設けられた地下街であり、北側部分はビルの開業と同時に41店舗で開業した。
1976年（昭和51年）11月にの南半分に49店舗が新たにオープンし、全館開業した。
開業時の建設・管理・運営母体であった「名古屋ターミナルビル株式会社」は、1972年（昭和47年）4月1日に資本金9億円で設立され、日本国有鉄道が3億6000万円、日本交通公社が1億5000万円、名古屋市が8000万円、鉄道会館が3000万円出資していたほか、名古屋鉄道を中心とする地元財界10社が合計2億1000万円出資していた。
後に、同社はJR東海子会社となり、JR東海の子会社再編実施により2010年（平成22年）4月以降はジェイアールセントラルビル株式会社が運営を行っている。
建設前の時点で既に限界に達していた既存地下街の混雑緩和を目的として、並行する形で幅8メートルから10メートルの通路を作り、同時にバスターミナルと地下鉄や名古屋鉄道・近畿日本鉄道などを連絡することを目指して開設された。
ゲートウォーク（旧名称：テルミナ地下街）は、東側を名古屋市営地下鉄東山線名古屋駅（名駅通の地下）に沿って設けられたメイチカと接している。地下1階の西方には名古屋中央地下通り（ファッションワン）があるが、連絡通路は無い。南側には名鉄名古屋駅や近鉄名古屋駅、名鉄バスセンターなどと連絡するフードターミナルがある。
テルミナ地下街はかつては名古屋ターミナルビルと一体的に運営されており、ターミナルビル7階にあったレストラン街は「テルミナ味の街」と呼ばれていたが、ターミナルビルの建て替えに伴い閉鎖され、現在は後継ビルの「ゲートタワープラザ レストラン街」になっている。
名古屋ターミナルビルの建て替えによって誕生するJRゲートタワーに直接繋がる地下街としての認識度を高める狙いで、2015年（平成27年）7月17日より名称を「ゲートウォーク（Gate Walk）」と改称した。

## 類似名称の商業施設
「テルミナ地下街」時代は、東京のJR錦糸町の駅ビルも同じ「テルミナ」を称していたが、元国鉄保有地に立つ駅前商業施設同士であるものの、国鉄分割民営化後においては、営業上も資本上も無関係である。